# Mosche Safdie

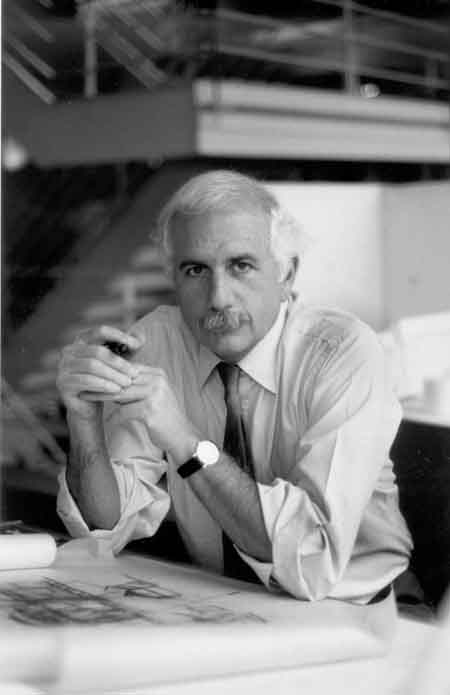
Mosche Safdie (2004)

Mosche Safdie, CC (hebräisch משה ספדיה; * 14. Juli 1938 in Haifa, heute Israel) ist ein israelisch-kanadischer Architekt und Städtebauer.

## Biografie
Im Jahr 1953 siedelten Safdies Eltern mit ihrer Familie nach Montréal, Kanadaum. Ein Schritt, der ihm missfiel, da er sich als Zionist und Sozialist betrachtete. Er studierte an der McGill-Universität in Montréal (Kanada) Architektur und lernte später bei Louis Kahn. In den ersten Jahren nach seinem Studium arbeitete er für das Büro von Sandy van Ginkel. 1967, als er 29 war, wurde seine Abschlussarbeit bei der Expo 67 gebaut. Das Habitat-67-Projekt machte ihn auf der ganzen Welt bekannt. 1967 kehrte er zurück nach Israel, wo er sich am Umbau und der Sanierung der Jerusalemer Altstadt beteiligte. Safdie lebt in Jerusalem und Boston, er besitzt die kanadische und israelische Staatsbürgerschaft.
1976 wurde Safdie Professor an der Harvard-Universität. In der Nähe davon, in Somerville (Massachusetts), eröffnete er sein Architekturbüro. Zweigstellen bestehen in Toronto und Jerusalem.
Im Jahr 2013 wurde Mosche Safdie in New York zum Mitglied (NA) der National Academy of Design gewählt. Außerdem ist er seit 1996 Mitglied der American Academy of Arts and Sciences.
Einen Einblick in seine Gedankenwelt als Architekt ermöglichte Safdie durch sein 2022 veröffentlichtes Buch „If Walls Could Speak: My Life in Architecture“. Hier betrachtet er den gesamten architektonischen Schaffensprozess von der Idee, über die Planung und Materialauswahl bis zum fertigen Gebäude.

## Bauten

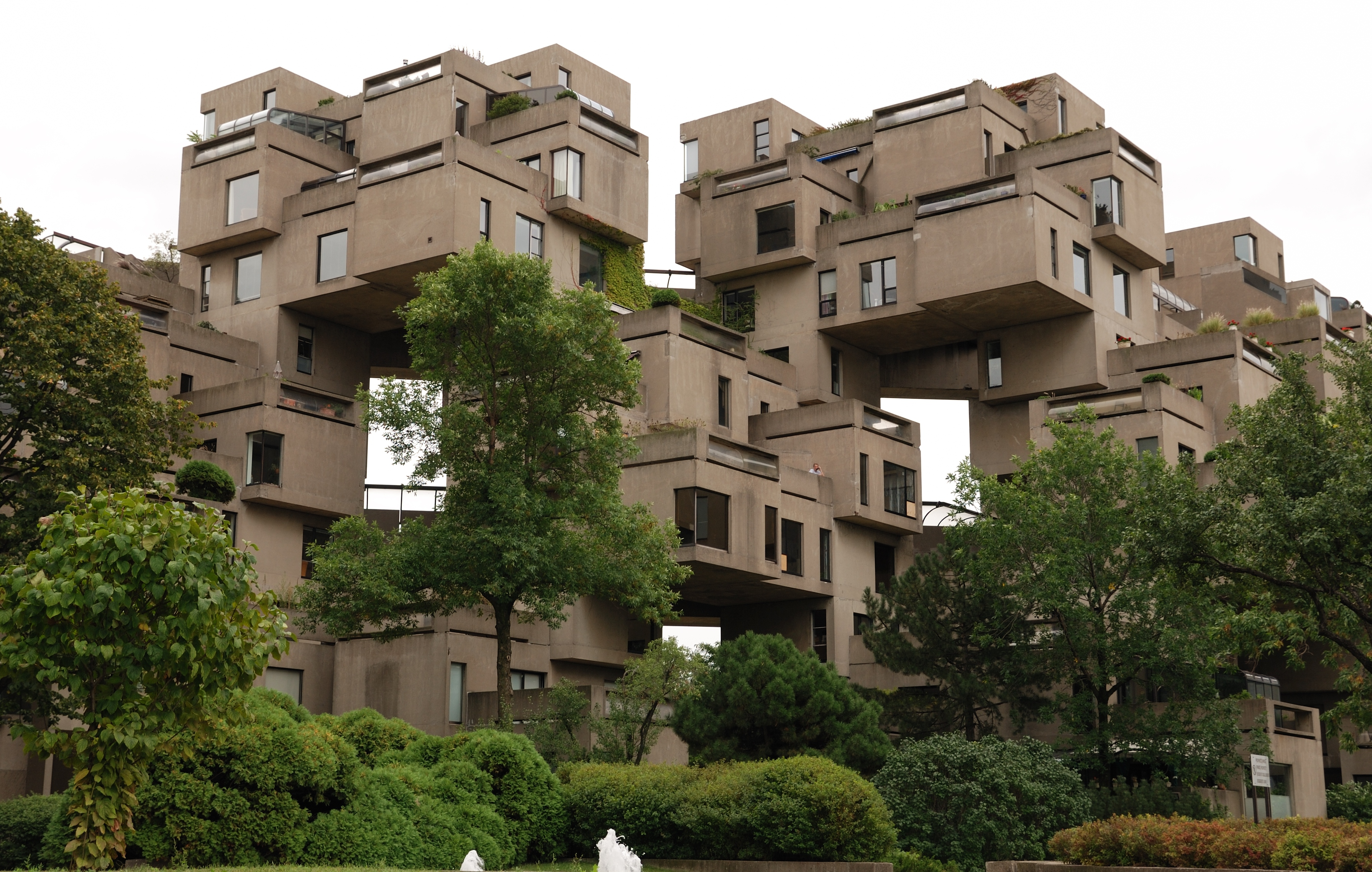
Habitat 67, Montreal

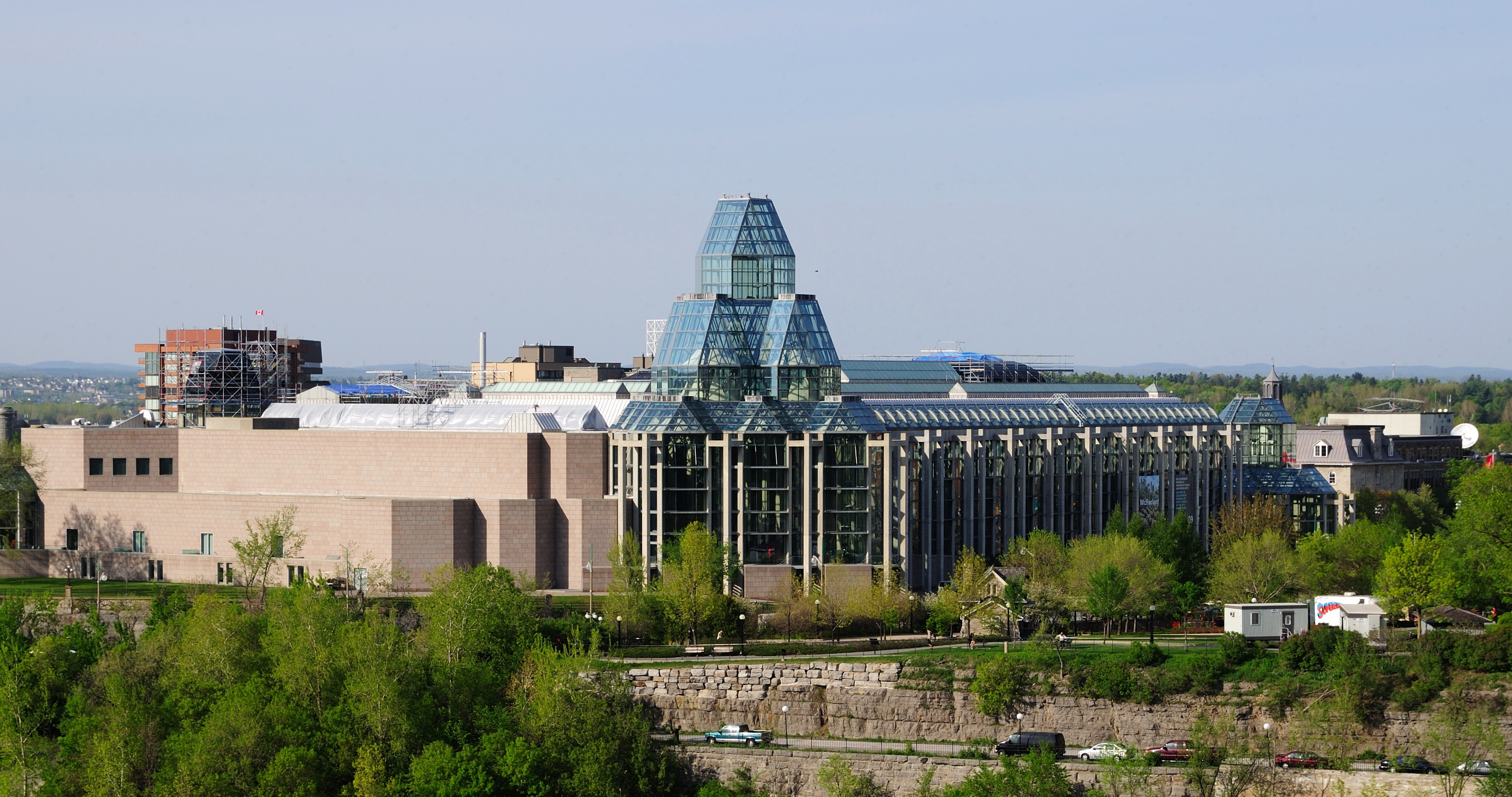
Kanadische Nationalgalerie, Ottawa

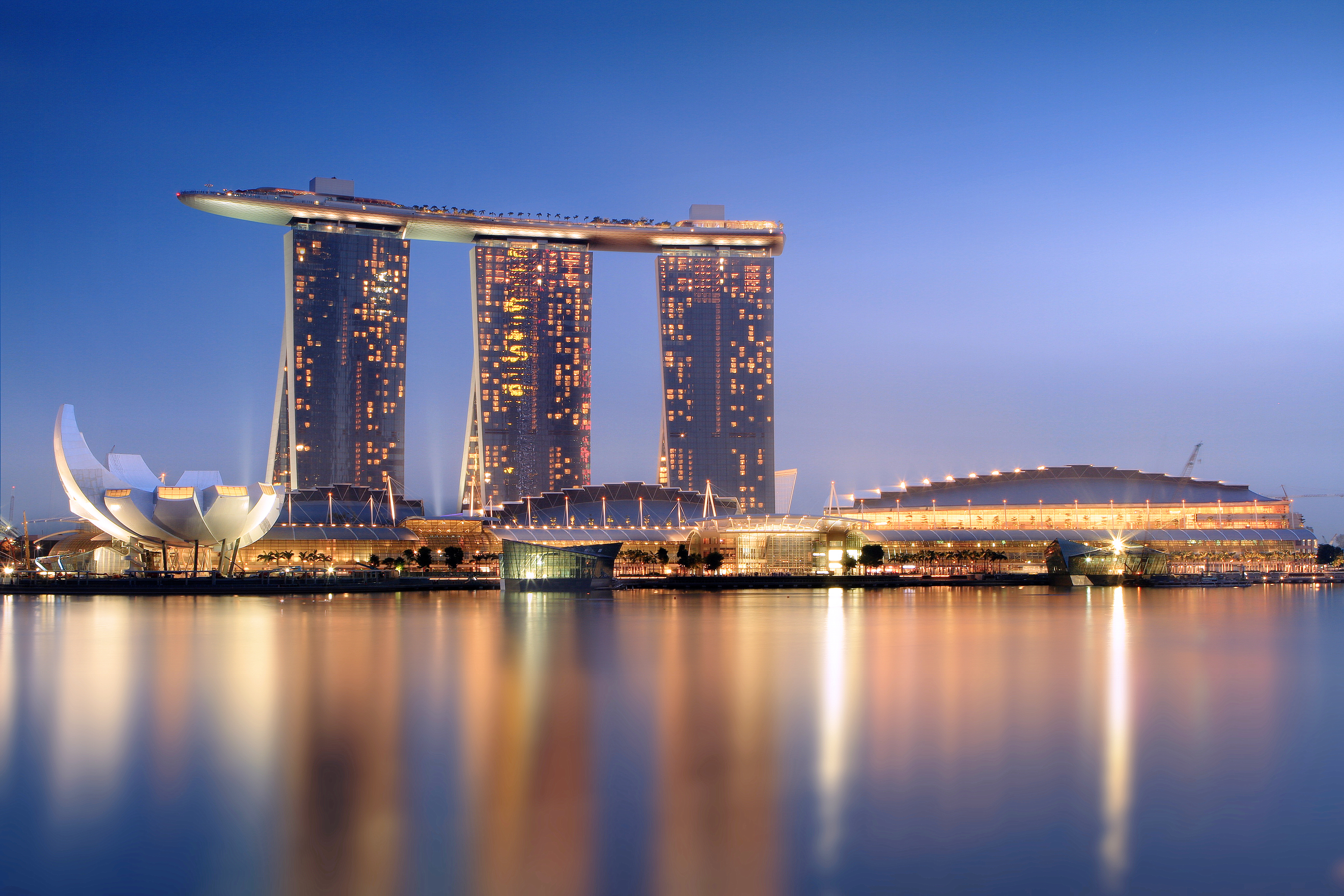
Marina Bay Sands, Singapur

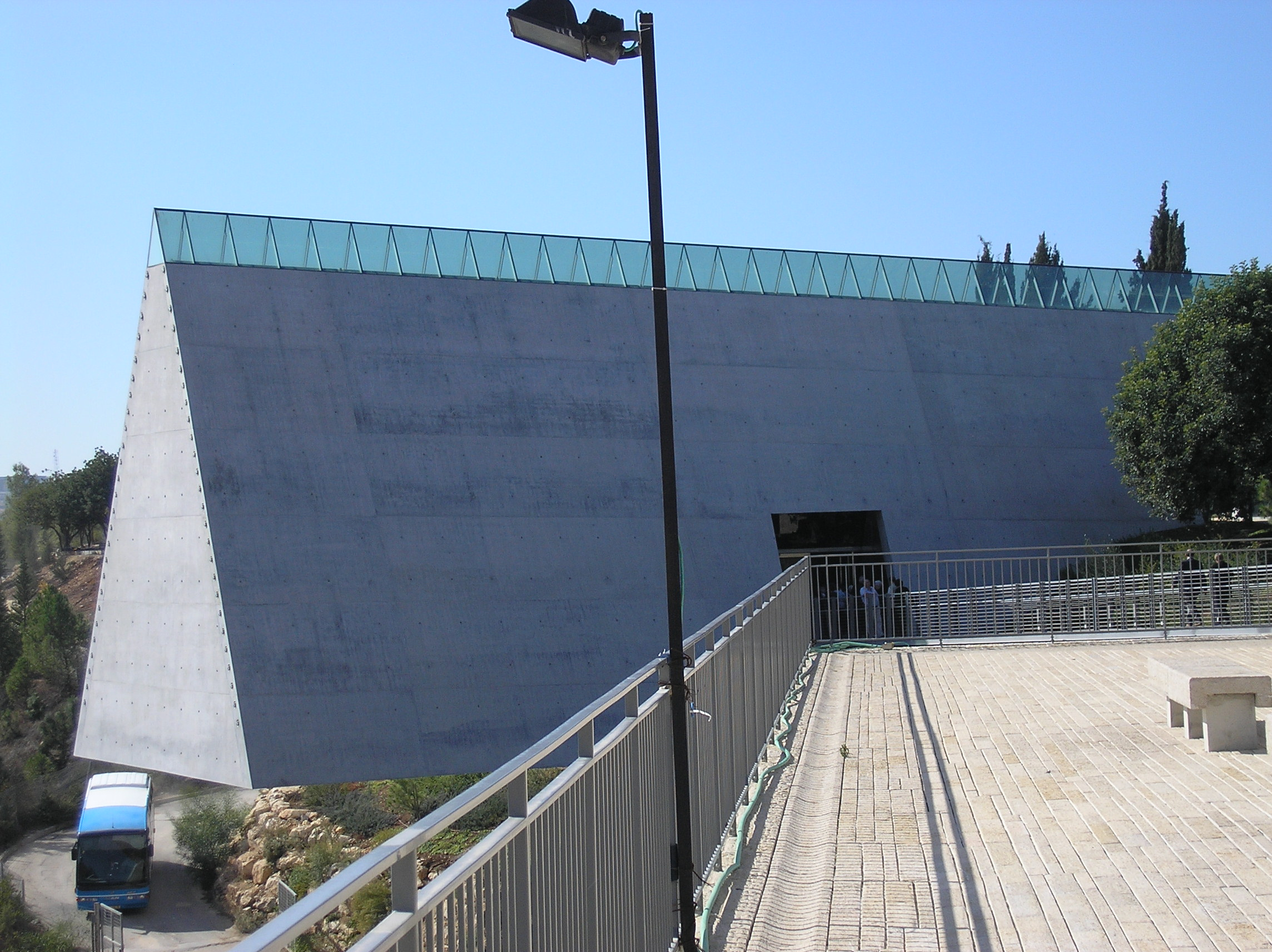
Yad Vashem, Museum zur Geschichte des Holocaust

- Habitat 67 bei der Expo 67, Montreal
- Coldspring New Town, Baltimore
- Musée de la civilisation, Québec (1981–1987)
- Kanadische Nationalgalerie, Ottawa (1983–1988)
- Vancouver Public Library (1992–1995)
- Stadtplan von Modi’in, Israel
- Altes Rathaus von Ottawa
- Neue Holocaust-Gedenkstätte, 2005, in Yad Vashem, Jerusalem, Israel[5]
- Telfair Museum of Art (Erweiterungsbau), 2006, Savannah (Georgia), 2006
- Marina Bay Sands, Singapur, 2010
- Kauffman Center for the Performing Arts, Kansas City, Missouri, USA, September 2011
- Crystal Bridges Museum of American Art, Bentonville (Arkansas), USA, November 2011
- Khalsa Heritage Memorial Complex (Virasat-e-Khalsa), Anandpur Sahib, Indien, 25. November 2011
- Raffles City Chongqing, Chongqing, China, 2019